# 인듀어런스 (1912년 배)

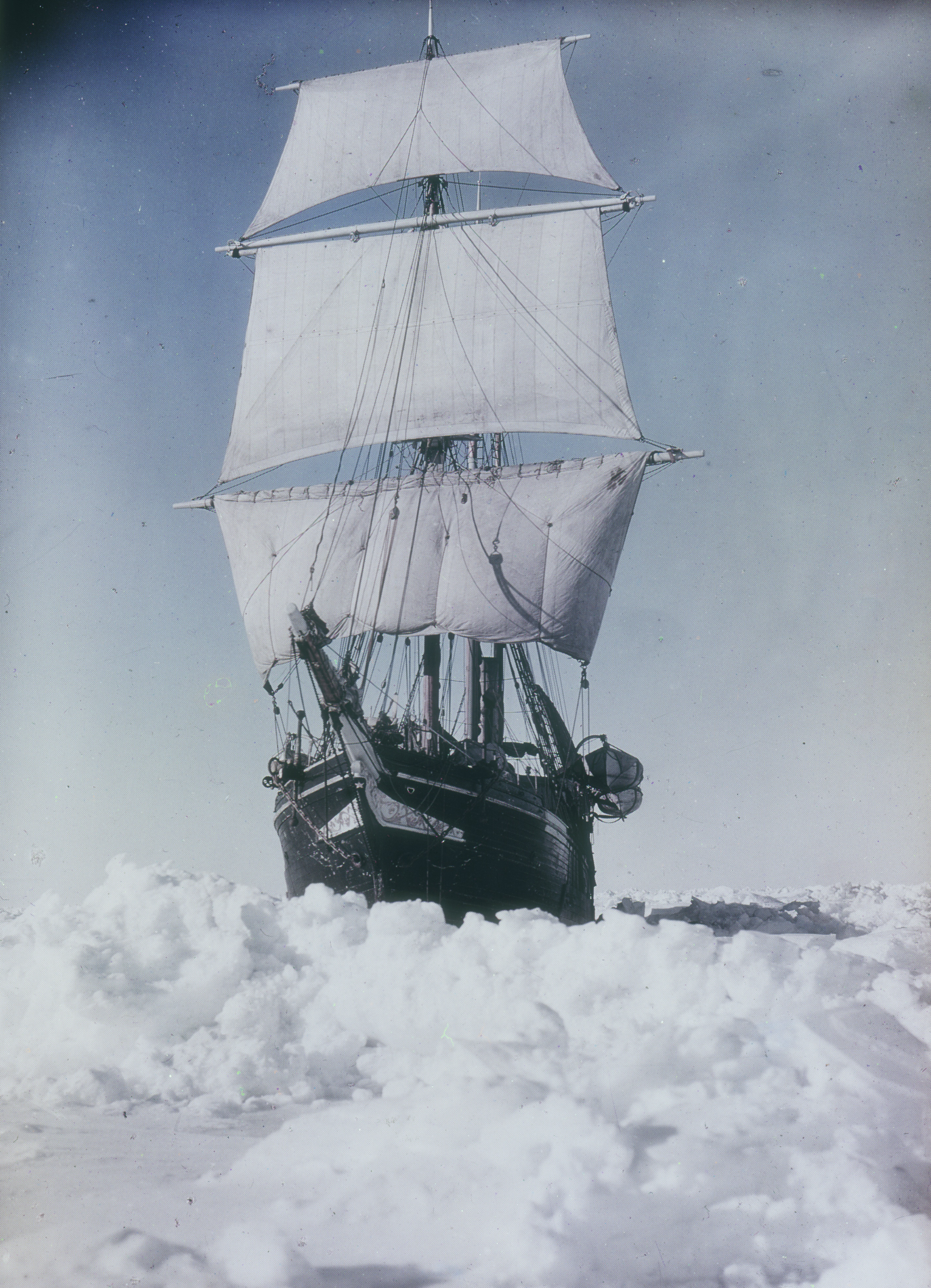
인듀어런스

인듀어런스(영어: Endurance)는 1914년부터 1917년까지 행해진 제국 남극 횡단 탐험대에서 어니스트 섀클턴과 27명의 승무원이 남극을 향해 항해한 3개의 돛대가 있는 바컨틴이다. 원래 폴라리스(Polaris)라고 명명된 이 배는 Framnæs 조선소에서 건조되었으며 1912년 노르웨이의 사네피오르에서 진수된다. 위원들이 더 이상 조선소에 비용을 지불할 수 없게 되자, 1914년 1월에 섀클턴은 이 배를 배의 첫 항해가 될 원정을 위해 구입했다. 1년 후, 인듀어런스는 유빙에 갇히게 되었고 1915년 11월 21일 남극의 웨들해에 가라앉았다. 이 과정에서 모든 승무원이 유빙으로 이동했으며 전원 생존했다. 이후 유빙에서 임시 베이스 캠프를 차린 후 계속 바다 위를 떠돌아 다니다가 인근의 엘리펀트섬에 상륙했다.
인듀어런스의 잔해는 침몰한 지 거의 107년이 지난 2022년 3월 5일 수색팀 인듀어런스22에 의해 발견되었다. 3,008 m (9,869 ft) 깊이에 있으며, 좋은 상태를 유지하고 있다. 남극 조약에 따라 보호 사적 및 기념물로 지정된다.